# Mormopterus doriae
Mormopterus doriae is een zoogdier uit de familie van de bulvleermuizen (Molossidae). De wetenschappelijke naam van de soort werd voor het eerst geldig gepubliceerd door K. Andersen in 1907.

## Voorkomen
De soort komt voor in Indonesië.